# Eugénie Markon
Evguénia Iaroslavskaïa-Markon (en russe : Евгения Исааковна Ярославская-Маркон), de son nom de jeune fille Evguénia Markon, est une anarchiste autobiographe, née le 14 mai 1902 à Moscou et fusillée au bagne des îles Solovki le 20 juin 1931. Avant de mourir, elle écrit dans sa cellule son autobiographie (parue en français sous le titre Révoltée en 2017).

## Biographie

### Jeunesse
Eugénie Markon naît rue Bolchaïa Polianka, dans le centre historique de Moscou sur les rives de la Moskova, dans une famille bourgeoise ashkénaze. Son père est un philologue hébraïsant épris de scientificité et de culture occidentale que ses origines juives contingentent dans un poste de bibliothécaire à l'université impériale de Saint-Pétersbourg, situation qu'il obtient peu après la naissance de sa fille. C'est dans la capitale de l'Empire que celle-ci grandit, entourée de ses oncles et tantes maternels, des intellectuels engagés dans la révolution de 1905. 
C'est une lycéenne de quatorze ans déjà versée en philosophie et fascinée par une liberté qu'elle envie aux miséreux quand éclate la Révolution de Février. Elle entend par hasard les appels des prisonniers de droit commun que leurs gardiens ont abandonnés dans la prison du château de Lituanie, et va chercher des soldats dans leur caserne pour les faire libérer. L'événement est pour elle un choc

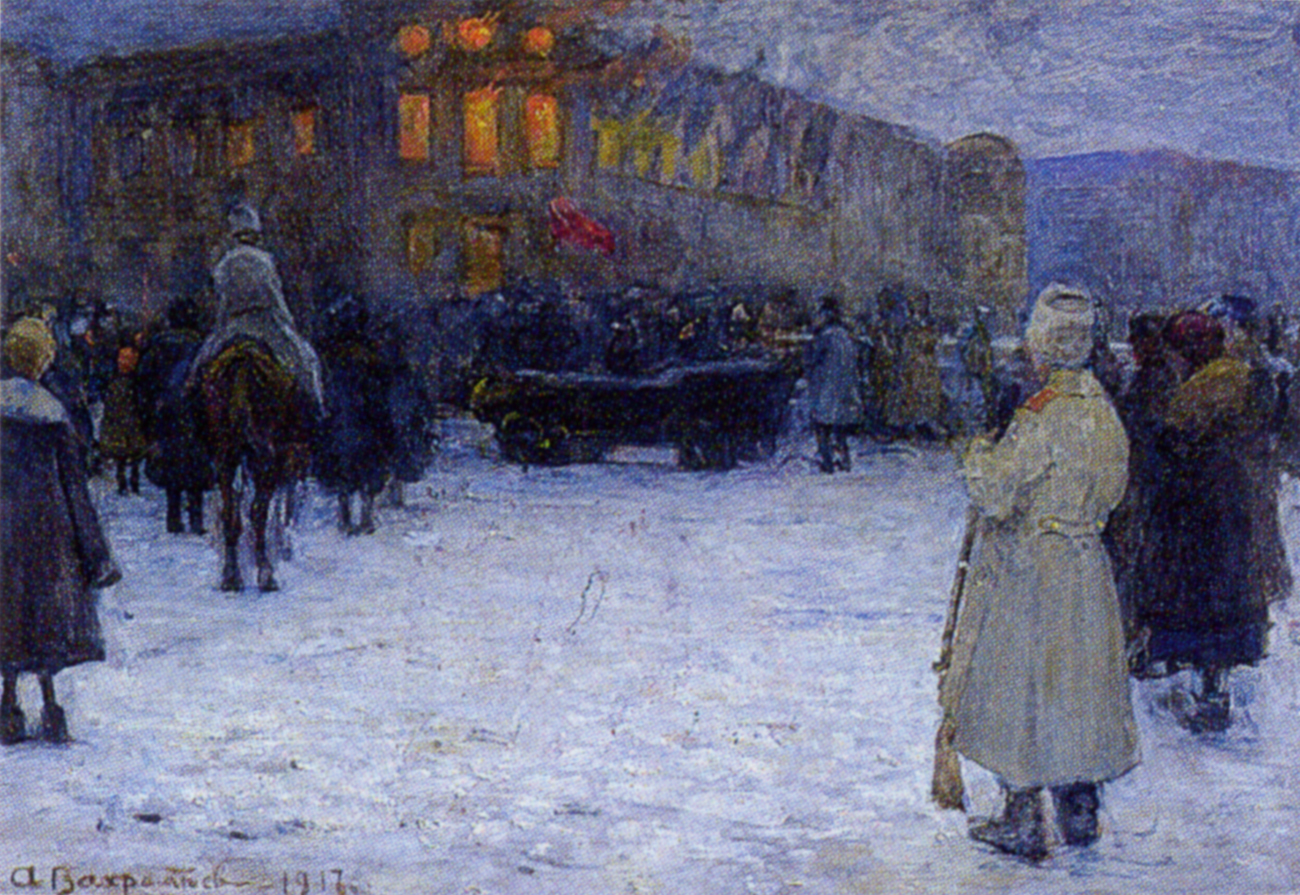
Alexandre Vakhrameïev, Incendie du château de Lituanie en 1917

Durant des vacances d’été passées à Moscou, elle adhère au Parti ouvrier social démocrate, auquel s'est rallié le Bund vingt ans plus tôt et au sein duquel s'expriment déjà les dissensions entre futurs menchéviques et bolchéviques. Elle est chargée de distribuer des tracts.

### Adolescence en rupture
En novembre 1917, quand éclate la révolution d'Octobre, Evguénia Markon dénonce dans l'enceinte de son gymnase l'autoritarisme des enseignants et l'oppression des élèves. Cela lui vaut l'exclusion de l'institution. Elle ne rejoint pas le domicile familial, dont elle ne supporte plus l'atmosphère petit bourgeois, et s'inscrit au studio d’art dramatique du Proletkoult. Tout en préparant un concours d'entrée à l'université, elle s'astreint à s'habituer, à la manière d'un Dostoïevski, à la pauvreté, restreignant délibérément ses rations alimentaires.
À la rentrée 1918, à l'âge de seize ans, elle est admise sur concours à la troisième université d'État de Pétrograd, un établissement formé par les anciens Cours Bestoujev et ouvert aux jeunes filles. Son père y a été admis comme professeur d'histoire médiévale et de littérature allemande. C'est un moment de réconciliation et d'échanges intellectuels familiaux.
En 1920, elle s'inscrit à la faculté de philosophie de la première université d'État de Pétrograd, où elle devient une fervente disciple néokantienne du professeur Alexandre Vviédiénsky (ru). Ayant connu la faim, elle apprécie le confort modeste de sa vie étudiante mais écrit des poèmes anti-bolchéviques. En mars 1921, elle monte aux tribunes étudiantes pour soutenir l'insurrection des marins de Kronstadt et appelle à la révolution permanente. 

### Militantisme
Diplômée au printemps 1922, Eugénie Markon envisage d'épouser un spéculateur, dont elle admire le courage à prendre des risques et à voler l'argent des possédants. Voler lui procure une véritable jouissance. Elle ne veut toutefois pas poursuivre des études qui l'éloignent de son projet, de partager la condition ouvrière en travaillant en usine. Elle veut devenir une journaliste au sein de cette classe ouvrière.
Son idée d'engagement, rompant avec la démarche scientifique chérie par son père et abolissant la distance entre le mot et la chose en une forme de saut d'Empédocle, est de partager la vie interlope de ceux dont ses articles veulent témoigner, la petite pègre et les prostituées, en qui elle voit le véritable lumpenproletariat duquel Marx prévoyait de voir surgir la révolution. Elle rejette la mise en place par les commissaires politiques d'une structure d'État et dénonce la dérive policière.
À l'automne 1922, elle a vingt ans et rencontre à Pétrograd le poète futuriste Alexandre Iaroslavski, son aîné de six ans, au cours d'une série de conférences biocosmistes organisées par une association qui préconise la cryogénisation de tout être vivant pour le faire renaître dans un monde meilleur. Natif de Vladivostok, celui-ci, après avoir été emprisonné un an pendant la guerre civile dans un camp d'Irkoutsk pour activités anarchistes, vient de fonder une revue, Immortalité, que la Tchéka interdit dès novembre pour « pornographie » et « immoralisme ». En dépit du caractère difficile et extravagant du personnage, constamment à l'écoute des ondes de l'univers mais doué d'une rare sensibilité au sort d'autrui, elle l'épouse en décembre. En mars 1923, elle tombe sous un train en gare qui lui broie les deux pieds. Elle est amputée et ne marchera plus que sur deux prothèses.
Alexandre Iaroslavski donne en 1926 des conférences dénonçant le régime soviétique à travers toute l'URSS, devenue un « pays capitaliste ordinaire ». C'est elle qui les tape à la machine et les rédige. Leur « vie d’amour et d’errance » en train, bateau, traineau, passe de Mourmansk à Tachkent et se termine en septembre 1926 dans le Berlin du Docteur Mabuse et de Métropolis.
Alexandre Iaroslavski est déçu par la réception de ses conférences et la récupération qui en est faite par les exilés réactionnaires. Lui et sa femme trouvent à travailler quelque temps pour une agence de télégraphe. Il publie quelques articles dans un journal berlinois de l'émigration russe, Roul (Le Gouvernail), où elle est embauchée comme téléphoniste.
Fichés par la police de la République allemande qui redoute un retour des putschistes de tous bords, ils partent en 1927 pour Paris. Elle a appris le français à l'école, qu'elle maîtrise suffisamment tout comme l'allemand, mais ce n'est pas le cas de son mari. La frontière franchie frauduleusement, ils rencontrent Voline et mangent à la soupe populaire, dorment dans un refuge pour indigents. Eugénie Iaroslavskaïa compte pouvoir étudier ainsi la condition des plus démunis, mais son mari décide au bout de deux mois de prendre le risque de rentrer à Léningrad,

### Arrestation et mort
Alexandre Iaroslavski y est arrêté par le Guépéou en mai 1928, condamné le 1er octobre 1928 à cinq ans d'internement au SLON (camp à usage spécial), qui a été amménagé dans le monastère de Soloviet, sur une île de la mer Blanche.
Eugénie Iaroslavskaïa-Markon entre alors à Pétrograd dans une quasi-clandestinité, vivant à la rue. Elle rejoint sa tante à Moscou et délibérément décide de mettre en œuvre son projet d'étude in vivo des bas-fonds tels que les a décrits Gorki. Protégée par un jeune caïd de l'Arbat, elle dort avec les clochards, mange à la soupe populaire. Tout en entreprenant toutes sortes de démarches pour faire libérer son mari, elle survit pendant plus d'un an rue Tverskaïa en vendant des journaux ou des fleurs et s'adonne au vol. Exaltée par l'« éthique » de la racaille, elle espère fonder « un comité politique des malfrats » et militer pour la défense des prostituées. Interpellée plusieurs fois pour vols, elle est condamnée en 1930 à l'exil dans les environs de Tcherepovets. Elle s'y fait diseuse de bonne aventure, activité dans laquelle elle rencontre « un succès incroyable ». C'est là qu'elle est condamnée une seconde fois, pour récidive, à trois ans de relégation en Sibérie.
Grande amoureuse à la témérité passionnelle, elle s'enfuit aussitôt jusqu'aux îles Solovki dans le projet de faire évader son mari du SLON (Camp de Solovki) que dirige l'ex-détenu Naftali Frenkel. Elle y est internée à son tour, sans pouvoir communiquer avec son mari. Celui-ci est condamné à mort pour tentative d'évasion. Il est exécuté le 10 décembre. Elle-même est condamnée à trois ans de réclusion. Fin janvier, elle repasse devant une commission qui fait office de procès et est condamnée à mort pour « terrorisme ». Dans les mois qui précèdent sa propre exécution, elle se fait tatouer sur les seins « mort aux tchékistes » par des camarades de cellules, et, « femen » avant l'heure, meurt fusillée en crachant au visage de son bourreau.

## Œuvre
Mon autobiographie, un manuscrit d'une trentaine de pages daté du 3 février 1931, a été découvert intact en 1996 dans les archives de la police fédérale d’Arkhangelsk par Irina Fligué, la directrice du centre de recherches historiques de l'association Mémorial, qui œuvre à Saint-Pétersbourg à une révision de l'histoire officielle du stalinisme et sera poursuivie en 2007 pour « extrémisme », c'est-à-dire des publications critiques sur la guerre de Tchétchénie. Écrit quatre mois et demi avant une exécution qui lui a été signifiée, c'est une « autonécrologie » au style sans détours, maniant argot et figures, finesse et brutalité, adressée en forme de bravade à ses geôliers et d'insulte à un système qu'elle promet à une subversion prochaine par le Lumpenproletariat des voleurs et des criminels. Journal d'un condamné authentique et confession absolue, antithèse de L'Aveu des futurs procès de Prague, le texte est, au-delà du témoignage d'une psychologie singulière dans des circonstances extraordinaires et de l'apologie de la délinquance comme une forme de résistance, un document unique, non romancé, sur la réalité carcérale vécue par les premiers zeks au SLON, le bagne des Solovkis, précurseur du Goulag. 
- Evguénia Iaroslavskaïa-Markon: Révoltée. Récit. (= Mon autobiographie.) Traduit du russe par Valéry Kislov. Avant-propos d'Olivier Rolin. Postface d'Irina Fligué. Seuil, Paris 2017, 174 pages. (ISBN 978-2-02-124282-9).